# Arbitrato
L'arbitrato (dal latino arbitratus, lett. "giudizio") è un metodo alternativo di risoluzione delle controversie (cioè senza ricorso ad un procedimento giudiziario) note anche come ADR (alternative dispute resolutions), che consiste nell'affidamento a uno o più soggetti terzi (gli arbitri) dell'incarico di risolvere una controversia, mediante una decisione (il lodo) che sarà vincolante per le parti e suscettibile di essere eseguita, anche in via forzata.

## Lineamenti generali

### Storia
La possibilità delle parti di escludere il giudice investito della cognizione della lite, sottraendogli il potere di decidere sulla controversia, trae origine nell'istituto del diritto romano della ricusazione, il diritto processuale delle due parti di accordarsi e di far valere un motivo impediente per la prosecuzione del giudizio con un giudice specifico.
In Italia, caduto in disuso, esiste dai tempi del fascismo il Giurì d'onore, cui le parti possono deferire irrevocabilmente le liti per i reati di ingiuria e diffamazione, senza obbligo di produrre al giudice una giusta causa oppure un giustificato motivo.

In modo simile ai grand jury dei Paesi anglosassoni, l'arbitrato in Italia è stato in passato una fase obbligatoria prima di poter agire in giudizio per varie materie del contendere nel diritto privato (lavoro, condominio, banche, ecc.), con tentativi ripetuti da parte dei legislatori di rendere i lodi arbitrali un atto avente forza di legge fra le parti, che precludeva in toto oppure in casi specifici molto circostanziati la possibilità successiva di adire il giudice.

### Vantaggi e svantaggi
Come detto, l'arbitrato è un sistema di risoluzione delle controversie alternativo rispetto al ricorso ai giudici statali. Questo sistema alternativo può essere scelto allo scopo di conseguire uno dei suoi vantaggi sperati:
- le parti possono scegliere il loro giudice (ossia l'arbitro o gli arbitri); facoltà che si dimostra particolarmente utile quando per la decisione della controversia devono essere risolte questioni di particolare complessità, sia giuridiche che tecniche;
- le parti possono pure scegliere la lingua del procedimento arbitrale;
- il procedimento arbitrale si conclude spesso in tempi più rapidi rispetto a quelli di un procedimento pendente avanti il giudice statale;
- il procedimento arbitrale e il lodo generalmente non sono pubblici e anzi sono confidenziali;
- in molti ordinamenti, i mezzi di impugnazione avverso i lodi sono limitati, il che li rende tendenzialmente più stabili rispetto a una decisione di un giudice statale;
- in virtù delle disposizioni della Convenzione di New York del 1958, è generalmente più facile eseguire all'estero un lodo che non una sentenza pronunziata da un giudice statale.

Nondimeno, il ricorso all'arbitrato può presentare anche degli svantaggi; ad esempio:
- in diversi ordinamenti, l'arbitrato è più costoso rispetto al ricorso ai giudici statali;
- gli arbitri generalmente non possono eseguire misure cautelari pronunciate nei confronti delle parti;
- anche il lodo non costituisce immediatamente titolo esecutivo, essendo soggetto a un procedimento di controllo da parte del giudice statale (cosiddetta exequatur);
- le limitazioni all'impugnazione dei lodi comportano che un'eventuale decisione erronea non può essere facilmente riformata.

### Arbitrabilità
Nella generalità degli ordinamenti, vi sono alcune controversie che, per loro natura, non possono essere deferite agli arbitri, o possono esserlo solo al ricorrere di determinati presupposti. In particolare, possono essere individuate due categorie di queste controversie:
- le controversie che hanno ad oggetto diritti assolutamente o parzialmente non disponibili;
- le controversie che vedono come parte un soggetto che viene ritenuto dall'ordinamento bisognoso e meritevole di una specifica tutela rafforzata (ad esempio, i consumatori, i conduttori di unità abitative, o i lavoratori subordinati).

### Clausole arbitrali
Le clausole arbitrali possono dividersi in due categorie:
- le clausole inserite in un contratto che prevedono che, ove insorga una controversia tra le parti, essa sia deferita agli arbitri (clausola compromissoria);
- gli accordi conclusi dopo che una controversia è sorta, in forza dei quali tale controversia è deferita agli arbitri (compromesso).

Nella generalità degli ordinamenti, una clausola arbitrale è ritenuta valida anche in mancanza di particolari formalità, purché emerga chiaramente la volontà delle parti di deferire la controversia ad arbitri. Ad esempio, per il diritto italiano, sarebbe valida anche una clausola estremamente sintetica, del genere "Controversie: arbitrato".
Inoltre, solitamente le clausole arbitrali sono soggette a una speciale disciplina e viene loro riconosciuta autonomia dal contratto che le contiene. Così, ad esempio, ove sorgesse disputa tra le parti in merito alla nullità del contratto, questa nullità non travolgerebbe la clausola compromissoria.

## L'arbitrato nel diritto internazionale e comparato
L'arbitrato è sovente usato per la risoluzione di controversie civili e commerciali, specialmente nel settore del commercio internazionale. Un esempio concreto è l'arbitrato offerto dalla Camera di commercio internazionale (ICC), che lo regola tramite le Arbitration Rules.
L'arbitrato è utilizzato anche come mezzo di soluzione pacifica delle controversie tra Stati. Un esempio significativo in tale ambito è l'arbitrato previsto dall'Allegato VII alla Convenzione delle Nazioni Unite sul diritto del mare per le controversie riguardanti la sua interpretazione e applicazione.